# Ненко Радев
Ненко Радев е български биолог и спелеолог.

## Биография
Роден е през 1899 г. Работи в Царския естественоисторически музей, където групата на акад. Иван Буреш и сътрудниците му Пенчо Дренски, Нено Атанасов и Ненко Радев поставя основите на целенасочените биоспелеологични проучвания в България.
Участва изключително активно в търсенето и откриването на пещери. Сам или с колеги изследва и картира за пръв път десетки от тях, прави и климатични измервания.Откривател е на нови животински видове. Името му носят Radevia Paranemastoma radewi, Brachydesmus radewi, Pheggomisetes radewi.
Д-р Нено Радев започва да печата първия каталог на българските пещери, от който излизат две поредици в „Трудове на българското природоизпитателно дружество“, кн. 12/1926 г. и кн. 13/1928 г. Каталогът е много добре подреден, съдържа 16 пещери, с описание на особеностите, с фокус на фауната. Всяко описание е придружено с повече или по-малко точна скица. 
Участва и в някои от най-големите постижения на пещернячеството от този период. На 5 април 1931 г. пръв достига дъното на най-дълбоката известна пропаст по онова време в България – Бездънния пчелин, заедно с Пепи Енглиш и др. През м. май същата година с Пепи Енглиш се спускат в пропастта „Чавките“ (-63 m) край с. Миланово (второто спускане е чак през 1958 г.). Според други Ненко Радев слиза там през 1929 г.
Умира през 1944 г.